# Токсичный мститель
«Токсичный мститель» (англ. The Toxic Avenger) — американский супергеройский фильм в жанрах чёрной комедии и сплэттера, снятый в 1984 году Ллойдом Кауфманом и Майклом Херцем, по сценарию Кауфмана и Джо Риттера. Фильм был выпущен компанией Troma Entertainment, известной по производству фильмов категории В, в которых внимание акцентируется на обнажённой натуре и жестокости. Практически проигнорированный после премьеры, «Токсичный мститель» попал в поле зрения кинозрителей после долгих и успешных полуночных киносеансов в Бликер Стрит Синема в Гринвич-Виллидж в конце 1985 года. Сейчас он считается культовой классикой.
Этот фильм породил медиа-франшизу, включающую три сиквела, театральный мюзикл, видеоигру и детский телевизионный мультфильм. «Токсичный мститель 2» и «Токсичный мститель 3: Последнее искушение Токси» снимались одновременно. Во время работы режиссёр Ллойд Кауфман понял, что отснял слишком много материала для одного фильма и разделил его на два. После вышел третий независимый сиквел «Гражданин Токси: Токсичный мститель 4». Спин-офф фильма, анимационный детский сериал «Токсичные крестоносцы» показал Токси в роли лидера команды мутировавших супергероев, которые боролись против злых инопланетных загрязнителей. Сериал продержался один сезон, после чего был отменён. В New Line Cinema планировали снять фильм по мотивам мультфильма, но проект так и не был выпущен.
В 2019 году было объявлено, что Legendary Entertainment займётся перезапуском франшизы, а оригинальные создатели Ллойд Кауфман и Майкл Херц из Troma Entertainment выступят в качестве продюсеров, Мэйкон Блэр напишет сценарий и снимет фильм. Премьера фильма состоялась 21 сентября 2023 года на кинофестивале «Fantastic Fest».

## Сюжет
Мелвин — уборщик в фитнес-клубе вымышленного города Тромавилля. Он неуклюж, непривлекателен и страдает от издевательств и насмешек посетителей, в частности, Бозо, Слага, Ванды и Джули — компании друзей, любящих развлекаться, сбивая людей на своей машине. Очередной розыгрыш над Мелвином придумывает Джули — она обещает ему, что займётся с ним сексом, если он придёт к бассейну в розовом платье балерины. Мелвин заходит в тёмное помещение, идёт на голос Джули и целуется с ней. Затем загорается свет, и Мелвин обнаруживает, что сидит в обнимку с овцой, а помещение заполнено посетителями. Спасаясь от насмешек, Мелвин прыгает в окно второго этажа и падает в бочку с токсичными отходами. Несмотря на ожоги, он выживает и возвращается домой. Пытаясь смыть химикаты, он погружается в ванну, но от контакта с водой превращается в огромного монстра с нечеловеческой силой.
Группа наркоторговцев, во главе с главарём по кличке «Человек с сигарой», пытаются подкупить офицера полиции О’Клэнси. Когда он отказывается от взятки, преступники избивают его. Неожиданно появляется Мелвин, который расправляется с преступниками, оставив в живых только «Человека с сигарой». В лица убитых преступников он вставляет швабры.
О’Клэнси даёт интервью о произошедшем, поступок Мелвина освещается в прессе. Мэр и шеф полиции, обсуждая монстра, сетуют, что из-за него собрали в два раза меньше взяток с наркоторговцев. После защиты офицера, Мелвин возвращается домой, но мать, потрясённая его безобразным видом, не пускает его, и Мелвин строит себе жилище на свалке.
Трое бандитов совершают налёт на мексиканский ресторан. Они убивают посетителя, заступившегося за девушку. Затем их внимание привлекает слепая женщина Сара. Они убивают её собаку-поводыря и пытаются изнасиловать, но Мелвин останавливает их и убивает. После этого Мелвин становится известен как «Герой-чудовище» (англ. Monster Hero).
Далее Мелвин посещает фитнес-клуб, где расправляется с наркоторговцем и мстит Ванде, усаживая её на раскаленную печь в сауне. Покинув фитнес-клуб, Мелвин справляет малую нужду в переулке. К нему подъезжает лимузин, оттуда показывается сутенёр и предлагает Мелвину развлечься с 12-летней девочкой за 12 долларов. Когда Мелвин нападает на сутенёра, из лимузина выходит группа людей на подмогу, но Мелвин справляется с ними и спасает девочку.
Продолжая совершать добрые дела (спасает детей на дороге от Бозо и Слага, переводит старушку через дорогу, помогает домохозяйке открыть банку), «Герой-чудовище» покоряет сердца горожан. Приобретают популярность футболки с надписью «I ♥ THE MONSTER HERO».
Мэр и его приспешники, чувствуя, что Мелвин скоро доберётся и до них, решают его убить. Монстра окружают несколько бандитов с ружьями, но он ловким приёмом заставляет бандитов расстрелять друг друга. Далее отношения Мелвина и Сары становятся всё более близкими, и Сара переселяется к Мелвину на свалку. Мелвин вновь наведывается в фитнес-клуб, преследует Джули и состригает ей волосы. Бозо и Слаг избивают старушку и угоняют её машину. На дорогу выскакивает Мелвин. Бозо едет на него, но Мелвину удаётся запрыгнуть на крышу. Он выкидывает Слага из машины и залезает в салон. Бозо продолжает колесить по городу. Мелвин открывает ему свою личность, после чего выдёргивает руль. Машина падает с обрыва и взрывается. Бозо погибает, а Мелвин остаётся целым.
Следующей жертвой Мелвина становится старушка в химчистке, которую он засовывает в стиральную машину. Горожанам не известно, что эта старушка руководила международной организацией по торговле белыми рабами. Мэр решает скрыть этот факт, чтобы получить повод к уничтожению Токсичного Мстителя. Для проведения операции он прибегает к помощи Национальной Гвардии. Горожане реагируют на преследование Токсичного Мстителя крайне неодобрительно.
Тем временем Мелвин, уставший от убийств, вместе с Сарой переселяется в лес. Их палатку обнаруживают полицейские, сообщают мэру, и вскоре палатку окружают войска и любопытные горожане. Когда Мелвин выходит из палатки, мэр приказывает открыть по нему огонь, но на защиту Мелвина встают горожане, образуя живой заслон. Впечатлённые этим, солдаты отказываются стрелять в Мелвина. Тогда мэр стреляет в него сам, но пули не причиняют Мелвину вреда. Он подходит к мэру и вспарывает ему живот, затем возвращается к Саре и обнимает её под аплодисменты солдат и горожан.
В конце фильма сообщается, что Токсичный Мститель очистил Тромавилль от зла, однако зритель, попав в беду, всегда может надеяться на его помощь.

## Команда
| - Андри Маранда — Сара - Митч Коэн — Токсичный мститель - Марк Торгл — Мелвин - Кеннет Кесслер — голос Токсичного мстителя - Дженнифер Бабтист — Ванда - Синди Мэнион — Джули - Роберт Причард — Слаг - Гари Шнайдер — Бозо - Пэт Райан — мэр Питер Белгуди - Дик Мартинсен — офицер О’Клэнси - Крис Лиано — Уолтер Харрис - Давид Вайс — начальник полиции - Дэн Сноу — Человек с сигарой - Даг Исбек — Кулаки - Чарльз Ли мл. — Соски - Патрик Килпатрик — Лерой - Ларри Салтон — Френк - Майкл Руссо — Рико - Норма Прэтт — миссис Хаскелл - Эндрю Крэйг — Фред - Райан Секстон — Джони - Сарабель Левинсон — мама Мелвина - Аль Пиа — Том Райтсон - Рубен Гусс — доктор Снодбургер - Барбара Герски — Барби - Мэри Эллен Дэвид — женщина, у которой украли машину. - Дэннис Саудер — наркоторговец - Джо Зарро — мистер Вилсон - Уильям Кристофер Уайсс — бодибилдер - Дэн Хоган — инструктор по аэробике - Мирна Уильямс — беглец из Канзаса - Ричард Дагган — мороженщик - Брюс Мортон — Тони - Джон Стобей — напарник дальнобойщика - Джо Супор-младший — дальнобойщик - Ди Джей Кальвитто — мальчик на велосипеде' - Донна Винтер — секретарь мэра' - Космо Уайлдер — секретарь мэра - Бриджит Дугластон — секретарь мэра - Нэнси Компансанто — секретарь мэра - Андреа Сутер — секретарь мэра - Ксавье Баркет — человек убитый в мексиканском ресторане - Мэтт Клан — мальчик-герой - Джои Кэлдерон — мальчик продающий футболки - Шерри Парк — проститутка - Вики Ашер — проститутка - Бетти Пиа — проститутка - Бэрри Шапиро — Брюс - Энди Стаматин — Чонси - Тедди Копли — блондинка-подросток - Долли Холл — девушка в фитнес клубе - Алиша Риггз — девушка в фитнес клубе - Вики Юдиц — девушка в фитнес клубе - Роксанна Маранда — девушка в фитнес клубе - Максин Хайт — соседка Сары - Тереза Симпсон — Бодибилдер - Дон Костильо — сосед Сары - Джун Де Янг — репортёр - Джон Кертис — полицейский - Питер Рачини — полицейский - Мартин Скотт МакМанн — полицейский - Эд Кэррион — полицейский - Чарльз Диканьо — полицейский - Брюс Зиммерман — полицейский - Скип Хамра — полицейский - Эйлин Над Кастальди — женщина в ресторане - Нэйтан Джон Касталди — ребёнок в ресторане - Бритт Мартинсен — из фан-клуба героя - Кристен Мартинсен — из фан-клуба героя - Лиза Мартинсен — из фан-клуба героя - Джорджо Кэлдерон — из фан-клуба героя - Дианна Флаэрти — девушка покупающая наркотики - Донна-Мари Стипо — член фитнес клуба - Мэри Кокс — огорченная Мать - Джессика Перкинс — продавец футболок - Уильям Клан — интервьюер - Маргарет Райли — девушка на перекрёстке - Рик Коллинз — безымянный хулиган (в титрах не указан) - Майкл а. Кокс — мальчик продающий газеты (в титрах не указан) - Патриша Кауфман — женщина с попкорном (в титрах не указана) - Скотт Лива — полицейский (в титрах не указан) - Ленни Мэндел — раввин (в титрах не указан) - Аландра Миллер — пловчиха (в титрах не указана) - Дональд О’Тул — человек, который ненавидит свою свекровь (в титрах не указан) - Даррен Петтис — мальчик (в титрах не указан) - Джон Рейди — террорист (в титрах не указан) - Рэндолл Б. Шайн — друг Бозо (в титрах не указан) - Мариса Томей — девушка в фитнес клубе (в титрах не указана, присутствует в режиссёрской версии фильма) - Карл Войтах — телевизионный оператор (в титрах не указан) - Сценарий — Ллойд Кауфман, Джо Риттер, Гэй Партингтон Терри, Стюарт Стратин - Продюсеры — Майкл Херц, Ллойд Кауфман, - Ассоциированный продюсер — Стюарт Стратин - Режиссёры — Майкл Херц, Ллойд Кауфман - Операторы — Ллойд Кауфман, Джеймс А. Лебовиц - Художники — Александра Мазур, Бэрри Шапиро - Монтаж — Ричард В. Хайнс |

## Производство
«Токсичный мститель» стал первым фильмом студии Troma в жанре ужасов. Раньше студия ориентировалась на секс-комедиях, таких как «Дядя, спасай!» (1971) и «Сосите кегли» (1979). Впоследствии Troma сосредоточился практически на одних только фильмах ужасов.
В 1975 году Ллойду Кауфману пришла в голову идея снять фильм ужасов в котором будет задействован фитнес клуб, в то время он как раз выступал в качестве предпродакшн-супервайзера на съемочной площадке «Рокки». На Каннском кинофестивале Кауфман прочитал статью, в которой говорилось, что фильмы ужасов больше не популярны, поэтому он утверждает, что решил создать свою собственную версию фильма ужасов. Окончательный результат фильма был меньше похож на настоящий фильм ужасов и больше походил на манерную пародию на супергеройские фильмы с экстремальным насилием, встроенным повсюду. Поскольку действие фильма происходило в фитнес клубе и ему было присвоено рабочее название Health Club Horror («Ужас в фитнес клубе»).

### Съёмки
Основные съемки фильма проходили летом 1983 года в различных местах Нью-Джерси, включая Джерси-Сити, Бунтон, Парамес, Гаррисон. Сцена погони на автомобиле была вдохновлена финальной сценой с грузовиком из фильма Джорджа Миллера «Безумный Макс 2: Воин дороги» (1981).

## Критика
На агрегаторе рецензий Rotten Tomatoes «Токсичный мститель» имеет рейтинг одобрения 70 %, основанный на 20 отзывах, и средний рейтинг 5,7 из 10. На Metacritic фильм имеет среднюю оценку 42 балла из 100, основанную на 8 рецензиях.
Автор и кинокритик Леонард Малтин присудил фильму 2,5 звезды из 4-х, назвав его «смешной пародией, без насилия и жестокости». Стивен Холден из The New York Times оценил фильм на 3 из 5 баллов, похвалив фильм за его «маниакально фарсовое чувство юмора», а также отметив, что сам фильм был мусором. TV Guide дал фильму отрицательную оценку, поставив ему 1 из 5 звезд, написав: «хотя это глупо, неряшливо и графически жестоко, „Токсичный мститель“ действительно имеет немного искаженное очарование для поклонников такого рода вещей». Кит Фиппс из The A.V. Club был очень критичен к фильму, написав: «что касается самого фильма, то он все ещё является куском мусора, хотя и слегка развлекательным: он слишком застенчиво пародиен, чтобы быть хорошим китчем, и слишком груб, чтобы быть таким веселым».
Фильм будет введен в Библиотеку Конгресса в 2018 году.